# Flavigny-sur-Ozerain
Flavigny-sur-Ozerain és un municipi francès, situat al departament de la Costa d'Or i a la regió de Borgonya - Franc Comtat (a la part de l'antiga Borgonya). L'any 2007 tenia 332 habitants. Al municipi hi ha situada l'Abadia de Flavigny.

## Geografia
El burg medieval de Flavigny està enclavat sobre un promontori rocós, al cor de la regió natural de l'Auxois, i envoltat de tres riuets: l'Ozerain, el Recluse i el Verpant.

## Demografia

### Població
El 2007 la població de fet de Flavigny-sur-Ozerain era de 332 persones. Hi havia 116 famílies, de les quals 44 eren unipersonals (12 homes vivint sols i 32 dones vivint soles), 40 parelles sense fills, 20 parelles amb fills i 12 famílies monoparentals amb fills.
La població ha evolucionat segons el següent gràfic:
Habitants censats

### Habitatges
El 2007 hi havia 220 habitatges, 123 eren l'habitatge principal de la família, 84 eren segones residències i 13 estaven desocupats. 209 eren cases i 11 eren apartaments. Dels 123 habitatges principals, 103 estaven ocupats pels seus propietaris, 15 estaven llogats i ocupats pels llogaters i 5 estaven cedits a títol gratuït; 1 tenia una cambra, 9 en tenien dues, 17 en tenien tres, 31 en tenien quatre i 64 en tenien cinc o més. 55 habitatges disposaven pel capbaix d'una plaça de pàrquing. A 51 habitatges hi havia un automòbil i a 46 n'hi havia dos o més.

### Piràmide de població
La piràmide de població per edats i sexe el 2009 era:
| Homes | Edats   | Dones |
| ----- | ------- | ----- |
| 0     | 95 o +  | 0     |
| 0     | 90 a 94 | 0     |
| 4     | 85 a 89 | 4     |
| 16    | 80 a 84 | 16    |
| 4     | 75 a 79 | 20    |
| 4     | 70 a 74 | 8     |
| 4     | 65 a 69 | 16    |
| 16    | 60 a 64 | 0     |
| 0     | 55 a 59 | 16    |
| 20    | 50 a 54 | 8     |
| 16    | 45 a 49 | 16    |
| 20    | 40 a 44 | 4     |
| 28    | 35 a 39 | 0     |
| 20    | 30 a 34 | 4     |
| 12    | 25 a 29 | 0     |
| 4     | 20 a 24 | 0     |
| 4     | 15 a 19 | 12    |
| 4     | 10 a 14 | 0     |
| 4     | 5 a 9   | 4     |
| 0     | 0 a 4   | 0     |

## Economia
El 2007 la població en edat de treballar era de 206 persones, 135 eren actives i 71 eren inactives. De les 135 persones actives 129 estaven ocupades (87 homes i 42 dones) i 6 estaven aturades (1 home i 5 dones). De les 71 persones inactives 15 estaven jubilades, 26 estaven estudiant i 30 estaven classificades com a «altres inactius».

### Ingressos
El 2009 a Flavigny-sur-Ozerain hi havia 118 unitats fiscals que integraven 235,5 persones, la mediana anual d'ingressos fiscals per persona era de 17.192 €.

### Activitats econòmiques
Dels 22 establiments que hi havia el 2007, 1 era d'una empresa alimentària, 2 d'empreses de fabricació d'altres productes industrials, 3 d'empreses de construcció, 6 d'empreses de comerç i reparació d'automòbils, 2 d'empreses d'hostatgeria i restauració, 3 d'empreses d'informació i comunicació, 1 d'una empresa immobiliària, 3 d'empreses de serveis i 1 d'una empresa classificada com a «altres activitats de serveis».
Dels 4 establiments de servei als particulars que hi havia el 2009, 1 era un taller de reparació d'automòbils i de material agrícola, 1 fusteria i 2 lampisteries.
L'únic establiment comercial que hi havia el 2009 era una botiga de menys de 120 m².
L'any 2000 a Flavigny-sur-Ozerain hi havia 12 explotacions agrícoles que ocupaven un total de 1.152 hectàrees.

## Poblacions més properes
El següent diagrama mostra les poblacions més properes.